# Gates (CDP, New York)
Pour les articles homonymes, voir Gates.
Gates est une census-designated place du comté de Monroe, dans l'État de New York, aux États-Unis,. En 2020, elle compte une population de 4 956 habitants.